# 私下和解重罪罪
私下和解重罪罪（Misprision of felony）是是美普通法的一种犯罪行为，包括不向有关当局报告对重罪的了解，但重罪罪犯的近亲属除外。

## 英格兰和威尔士
在英格兰和威尔士《1967年刑法》规定，任何人如果掌握可能导致对可逮捕罪行提起诉讼的信息并且同意接受对价以换取不披露该信息，一经定罪，将被判处监禁 .[5]

## 美国联邦法律
根据1790年颁布并于1909年修订的《模范刑法典》第242.5条：
任何人在知道美国法院可认定的重罪的实际实施情况下，隐瞒并且不尽快将其告知某些法官或美国民事或军事当局的其他人，应根据本条款处以罚款或监禁不超过三年，或两者兼施。